# 宋祖乙
宋祖乙（？—17世紀），號清六，山東兗州府東平州人，明朝、南明政治人物。

## 生平
宋祖乙是崇禎六年（1633年）山東鄉試舉人，次年（1634年）聯捷進士，歷任唐縣和永年縣知縣，禁止驛馬簽富戶，並擒拿大盜榮居賜。十三年考察降调，十四年補浙江杭州府知事，不久調任祥符知縣，招徠一萬七千家人前來恢復產業，陞官刑部主事。
弘光時，任四川司郎中，不久因丁憂去職，再出家為僧。

## 引用
1. 1 2  錢海岳《南明史·卷三十一·列傳第七》：祖乙，東平人。崇禎七年進士。歷唐縣、永年知縣，禁驛馬簽富戶，禽大盜榮居賜。
2. ↑  道光《東平州志·卷十一上·選舉徵第三》：崇禎癸酉科（舉人） 宋祖乙 見進士
3. ↑  《崇祯七年甲戌科进士三代履历便览》：宋祖乙，曾祖渊，江西通判；祖醇儒，庠生；父口，增生；生父煌，儒官。清六，诗三房，乙巳年七月二十三日生，兖州府东平州人，癸酉乡试，会二十五名，三甲二百四十四名，刑部观政，乙亥授直隶唐县知县，丙子调繁永年知县。庚辰降，辛巳補浙江杭州府知事，壬午升祥符知縣。
4. ↑  道光《東平州志·卷卷十三·人物傳第二》：宋祖乙，東平人。崇正甲戌進士。知唐縣，調永年，禁驛馬簽富戶，擒大盜榮居賜功尤著。
5. ↑  錢海岳《南明史·卷三十一·列傳第七》：（弘光）時刑部先後司官之可紀者，為卜象乾、王傚通、鄭洪猷、潘湛、袁定、劉延禟、朱輅、孔尚則、傅箕孺、宋祖乙、費景烷、張萬選、張景韶、夏供佑、王質、董祖嘗、曾守意、王政敏、陸慶衍、汪鉉、陳儒樸、吳伯尚、陳謙、汪姬生、賈應寵云。……調祥符，招徠復業者萬七千家。累陞四川司郎中。南京亡為僧。
6. ↑  道光《東平州志·卷卷十三·人物傳第二》：：補祥符，招徠復業者萬七千家，擢刑部主事，尋丁內艱。值闖變隱去，及歸里惟以瞿曇靜業為事。